# Olympische Sommerspiele 1936/Rudern – Einer
Der Ruder-Einer der Männer bei den Olympischen Sommerspielen 1936 fand vom 11. bis 14. August auf der Regattastrecke Berlin-Grünau statt.
Olympiasieger wurde der Deutsche Gustav Schäfer.

## Vorläufe
Der Sieger eines jeden Vorlauf qualifizierte sich direkt für das Finale, die restlichen Boote mussten in den Hoffnungslauf.

### Lauf 1
| Rang | Athlet             | Nation      | Zeit (min) |
| ---- | ------------------ | ----------- | ---------- |
| 1    | Roger Verey        | Polen       | 7:31,2     |
| 2    | Celestino de Palma | Brasilien   | 7:37,7     |
| 3    | Elmar Korko        | Estland     | 7:40,4     |
| 4    | Hans ten Houten    | Niederlande | 7:42,9     |
| 5    | Davor Jelaska      | Jugoslawien | 8:05,2     |

### Lauf 2
| Rang | Athlet           | Nation             | Zeit (min) |
| ---- | ---------------- | ------------------ | ---------- |
| 1    | Gustav Schäfer   | Deutsches Reich    | 7:17,1     |
| 2    | Josef Hasenöhrl  | Österreich         | 7:24,0     |
| 3    | Charles Campbell | Kanada             | 7:25,7     |
| 4    | Cecil Pearce     | Australien         | 7:27,0     |
| 5    | Daniel Barrow    | Vereinigte Staaten | 7:30,5     |

### Lauf 3
| Rang | Athlet            | Nation                | Zeit (min) |
| ---- | ----------------- | --------------------- | ---------- |
| 1    | Ernst Rufli       | Schweiz               | 7:19,0     |
| 2    | Henri Banos       | Frankreich            | 7:39,9     |
| 3    | Carl Christiansen | Norwegen              | 7:42,9     |
| 4    | László Kozma      | Ungarn                | 7:47,0     |
| 5    | Walter Youell     | Südafrikanische Union | 7:56,6     |

### Lauf 4
| Rang | Athlet                | Nation             | Zeit (min) |
| ---- | --------------------- | ------------------ | ---------- |
| 1    | Humphrey Warren       | Großbritannien     | 7:27,0     |
| 2    | Riccardo Steinleitner | Königreich Italien | 7:30,6     |
| 3    | Antonio Giorgio       | Argentinien        | 7:33,0     |
| 4    | Arquímedes Juanicó    | Uruguay            | 7:39,6     |
| 5    | Jiří Zavřel           | Tschechoslowakei   | 7:43,0     |

## Hoffnungslauf
Der Sieger eines jeden Laufes qualifizierten sich für das Halbfinale.

### Hoffnungslauf 1
| Rang | Athlet            | Nation     | Zeit (min) |
| ---- | ----------------- | ---------- | ---------- |
| 1    | Josef Hasenöhrl   | Österreich | 7:27,7     |
| 2    | Carl Christiansen | Norwegen   | 7:32,8     |
| 3    | Elmar Korko       | Estland    | 7:44,1     |
| 4    | László Kozma      | Ungarn     | 7:45,9     |

### Hoffnungslauf 2
| Rang | Athlet                | Nation                | Zeit (min) |
| ---- | --------------------- | --------------------- | ---------- |
| 1    | Daniel Barrow         | Vereinigte Staaten    | 7:31,3     |
| 2    | Riccardo Steinleitner | Königreich Italien    | 7:31,4     |
| 3    | Hans ten Houten       | Niederlande           | 7:48,6     |
| 4    | Walter Youell         | Südafrikanische Union | 8:04,7     |

### Hoffnungslauf 3
| Rang | Athlet          | Nation           | Zeit (min) |
| ---- | --------------- | ---------------- | ---------- |
| 1    | Antonio Giorgio | Argentinien      | 7:38,7     |
| 2    | Jiří Zavřel     | Tschechoslowakei | 7:45,4     |
| 3    | Henri Banos     | Frankreich       | 7:49,0     |
| 4    | Davor Jelaska   | Jugoslawien      | DNF        |

### Hoffnungslauf 4
| Rang | Athlet             | Nation     | Zeit (min) |
| ---- | ------------------ | ---------- | ---------- |
| 1    | Charles Campbell   | Kanada     | 7:31,0     |
| 2    | Cecil Pearce       | Australien | 7:33,2     |
| 3    | Celestino de Palma | Brasilien  | 7:49,7     |
| 4    | Arquímedes Juanicó | Uruguay    | 7:52,4     |

## Halbfinale
Die ersten drei Athleten der beiden Läufe qualifizierten sich für das Finale.

### Halbfinale 1
| Rang | Athlet          | Nation             | Zeit (min) |
| ---- | --------------- | ------------------ | ---------- |
| 1    | Gustav Schäfer  | Deutsches Reich    | 8:04,0     |
| 2    | Daniel Barrow   | Vereinigte Staaten | 8:17,9     |
| 3    | Antonio Giorgio | Argentinien        | 8:18,4     |
| 4    | Roger Verey     | Polen              | DNF        |

### Halbfinale 2
| Rang | Athlet           | Nation         | Zeit (min) |
| ---- | ---------------- | -------------- | ---------- |
| 1    | Ernst Rufli      | Schweiz        | 7:46,9     |
| 2    | Josef Hasenöhrl  | Österreich     | 7:54,6     |
| 3    | Charles Campbell | Kanada         | 8:02,2     |
| 4    | Humphrey Warren  | Großbritannien | 8:08,8     |

## Finale
| Rang | Athlet           | Nation             | Zeit (min) |
| ---- | ---------------- | ------------------ | ---------- |
| 1    | Gustav Schäfer   | Deutsches Reich    | 8:21,5     |
| 2    | Josef Hasenöhrl  | Österreich         | 8:25,8     |
| 3    | Daniel Barrow    | Vereinigte Staaten | 8:28,0     |
| 4    | Charles Campbell | Kanada             | 8:35,0     |
| 5    | Ernst Rufli      | Schweiz            | 8:38,9     |
| 6    | Antonio Giorgio  | Argentinien        | 8:57,5     |